# Mesosa innodosa
Mesosa innodosa là một loài bọ cánh cứng trong họ Cerambycidae.